# Екимов, Григорий Андреевич
Григорий Андреевич Екимов (1909—1944) — старший сержант Рабоче-крестьянской Красной Армии, участник Великой Отечественной войны, Герой Советского Союза (1944).

## Биография
Григорий Екимов родился в 1909 году в селе Малый Елань (ныне — Алтайский край). Получил начальное образование, после чего работал в совхозе. В 1931—1933 годах проходил службу в Рабоче-крестьянской Красной Армии. Проживал и работал в городе Свободный Амурской области. В феврале 1942 года Екимов был повторно призван в армию и направлен на фронт Великой Отечественной войны. К июню 1944 года старший сержант Григорий Екимов был помощником командира взвода 536-го стрелкового полка 114-й стрелковой дивизии 7-й армии Карельского фронта.
21 июня 1944 года Екимов в составе своего взвода переправился через Свирь в районе города Лодейное Поле Ленинградской области и захватил плацдарм на её западном берегу, отразив большое количество немецких и финских контратак. 27 июня во время прорыва второй оборонительной полосы противника в деревне Обжа Олонецкого района Карело-Финской ССР Екимов с бойцами своего взвода преодолел проволочные заграждения и подавил огонь дзота, захватил трофеи и уничтожил около 30 вражеских солдат и офицеров. 30 июня взвод Екимова ворвался в деревню Вагвозеро и перерезал пути отхода финского батальона, а затем удержал все его атаки.
17 июля 1944 года Екимов погиб в бою под Питкярантой. Похоронен в братской могиле на улице Горького в Питкяранте.
Указом Президиума Верховного Совета СССР от 21 июля 1944 года за «образцовое выполнение боевых заданий командования на фронте борьбы с немецкими захватчиками и проявленные при этом мужество и героизм» старший сержант Григорий Екимов посмертно был удостоен высокого звания Героя Советского Союза. Также посмертно был награждён орденом Ленина.

## Память
В честь Екимова названы улица в посёлке Суражевка Свободненского района (ныне — в черте Свободного), улица в городе Питкяранта (Республика Карелия) где установлена памятная доска и школы в Свободном и Тынде.